# Vitalij Lysyc'kyj
Vitalij Serhijovyč Lysyc'kyj (in ucraino Віталій Сергійович Лисицький?, in russo Виталий Сергеевич Лисицкий?; Svitlovods'k, 16 aprile 1982) è un ex calciatore ucraino, di ruolo difensore.

## Carriera

### Club
Durante la sua carriera ha giocato con varie squadre di club, tra cui il Kryvbas.

### Nazionale
Conta 4 presenze con la nazionale ucraina.

## Palmarès

### Club

#### Competizioni nazionali
- Campionato ucraino: 2

Dinamo Kiev: 2000-2001, 2002-2003
- Coppa d'Ucraina: 1

Dinamo Kiev: 2002-2003